# 14:59
14:59 es el tercer álbum de estudio de la banda estadounidense de rock alternativo Sugar Ray. Fue lanzado el 12 de enero de 1999 a través de Atlantic Records. El álbum entró en el top 20 del Billboard 200, alcanzando el puesto 17 y certificado cuádruple platino por la RIAA. El álbum muestra a la banda avanzando hacia un sonido pop rock más convencional, debido al éxito de su sencillo "Fly" de su álbum anterior Floored (1997). Este álbum también muestra el cambio de sonido hacia al pop rock alejándose definitivamente del funk metal y el nu metal.
El título del álbum es una referencia autocrítica a los "15 minutos de fama" que los críticos afirmaron que estaba aprovechando la banda.

## Estilo musical
El sonido del álbum tiene elementos de rock alternativo y pop rock. "Aim for Me" es un tema punk rock en la línea de Green Day y "Falls Apart" y "Personal Space Invader" toman influencia de Synchronicity y Men Without Hats de The Police, mientras que "Burning Dog" tiene un sonido skate punk similar a The Offspring y "Live & Direct" cuentan con voces de KRS-One. Además, "Every Morning" (que ha sido llamado un número de pop acústico), "Someday" y "Ode to the Lonely Hearted" recuerdan al sencillo anterior "Fly". El álbum también incluye dos canciones cómicas tituladas "New Direction", la primera es death metal y la segunda es música instrumental de circo.
A pesar de mostrar un sonido más accesible que los álbumes anteriores, el guitarrista Rodney Sheppard señaló que la banda todavía tenía el mismo enfoque musical alegre que antes, diciendo: "no estamos rogando que nos tomen en serio. Nos sentiríamos estúpidos. He estado haciendo entrevistas durante años diciendo que no nos tomamos a nosotros mismos en serio. Sería tonto para nosotros decir: 'Ahora lo somos'. Seguimos siendo bromistas, sólo que el contenido lírico es más serio".

## Lista de canciones
Toda la música compuesta por Sugar Ray, excepto donde se indique. 
| N.º | Título                                     | Duración |  |
| 1.  | «New Direction (Intro)»                    | 0:48     |  |
| 2.  | «Every Morning»                            | 3:39     |  |
| 3.  | «Falls Apart»                              | 4:15     |  |
| 4.  | «Personal Space Invader»                   | 3:38     |  |
| 5.  | «Live & Direct» (con KRS-One)              | 4:34     |  |
| 6.  | «Someday»                                  | 4:02     |  |
| 7.  | «Aim for Me»                               | 2:20     |  |
| 8.  | «Ode to the Lonely Hearted»                | 3:12     |  |
| 9.  | «Burning Dog»                              | 3:01     |  |
| 10. | «Even Though»                              | 2:35     |  |
| 11. | «Abracadabra» (cover de Steve Miller Band) | 3:42     |  |
| 12. | «Glory»                                    | 3:26     |  |
| 13. | «New Direction (Outro)»                    | 1:18     |  |

## Posicionamiento en lista
| Lista (1999)                   | Posición |
| ------------------------------ | -------- |
| Alemania (Offizielle Top 100)  | 88       |
| Australia (ARIA)               | 19       |
| Austria (Ö3 Austria)           | 24       |
| Nueva Zelanda (RMNZ)           | 35       |
| Reino Unido (UK Albums Chart)  | 60       |
| Estados Unidos (Billboard 200) | 17       |

## Personal
Sugar Ray
- Mark McGrath - voz principal
- Rodney Sheppard - guitarras, coros
- Murphy Karges - bajo, coros
- Stan Frazier - batería, coros
- DJ Homicide - tocadiscos, samples, teclado

Músicos adicionales
- KRS-One: voz (pista 5).